# 大口巴傑加州黑頭魚
大口巴傑加州黑頭魚（学名：Bajacalifornia microstoma）為黑頭魚科的其中一種，為深海魚類，分布於西太平洋南中國海海域，體長可達24.7公分，棲息在中層水域，生活習性不明。
其种加词“microstoma”意为“小口的”。